# Le Grand-Bornand
Le Grand-Bornand ist eine französische Gemeinde mit 2054 Einwohnern (Stand 1. Januar 2022) im Département Haute-Savoie in der Region Auvergne-Rhône-Alpes. Sie gehört zum Kanton Faverges-Seythenex im Arrondissement Annecy und ist Mitglied im Gemeindeverband Vallées de Thônes.

## Geographie
Le Grand-Bornand liegt auf 934 m, nordöstlich von Thônes, etwa 23 Kilometer östlich der Stadt Annecy (Luftlinie). Der Ferien- und Wintersportort erstreckt sich im offenen Tal der oberen Borne, in den Bornes-Alpen zwischen den Bergketten von Pointe Blanche im Norden und Aravis im Süden.
Die Fläche des 61,42 km² großen Gemeindegebiets umfasst einen Abschnitt der Bornes-Alpen. Das zentrale Gebiet wird vom obersten Teil des Borne-Tals (auch Vallée du Bouchet genannt) eingenommen, das von Osten nach Westen ausgerichtet ist und im Bereich von Le Grand-Bornand einen 500 Meter bis 1 Kilometer breiten Talboden besitzt. Von Nordosten mündet wenig oberhalb des Hauptortes das Tal des Chinaillon, das zweite wichtige Quelltal des Borne. Von beiden Tälern eingefasst wird der Mont Lachat de Châtillon (2050 m), eine Höhe mit ausgedehnten Bergweiden, erschlossen durch verschiedene Bergbahnen.
Nach Norden reicht der Gemeindebann über das Tal des Chinaillon bis auf die Bergkette mit den Hauptgipfeln Aiguille Verte (2045 m), Pic de Jallouvre (2408 m) und Pointe Blanche (2437 m). Im Nordosten besteht mit dem Col de la Colombière (1613 m) ein Übergang nach Le Reposoir und Cluses. Ansonsten wird das Talsystem des Borne vom Talkessel von Le Reposoir durch die quer verlaufende Bergkette mit der Tête d’Auferrand (1981 m) und der Pointe d’Almet (2231 m) getrennt. Südlich des Tals von Le Bouchet erhebt sich die Tête du Danay (1730 m). Die östliche Grenze verläuft auf der hohen Kette der Aravis mit ihren felsigen Berggipfeln. Von Südwesten nach Nordosten folgen sich Tardevant (2500 m), Mont Fleuri (2510 m), Mont Charvet (2539 m) und Pointe Percée (mit 2752 m die höchste Erhebung von Le Grand-Bornand).
Zu Le Grand-Bornand gehören neben dem eigentlichen Ortskern auch verschiedene Weilersiedlungen und Gehöfte, darunter:
- Le Bouchet (1018 m) im Tal des Borne
- Les Plans (1054 m) im Tal des Borne am Fuß der Aravis-Kette
- Les Troncs (1180 m) am Fuß der Aravis-Kette
- Le Chinaillon (1283 m) im Tal des Chinaillon am Aufstieg zum Col de la Colombière
- La Mulaterie (1304 m) im Tal des Chinaillon am Aufstieg zum Col de la Colombière

Nachbargemeinden von Le Grand-Bornand sind Mont-Saxonnex und Le Reposoir im Norden, Sallanches im Osten, La Clusaz im Süden sowie Saint-Jean-de-Sixt, Glières-Val-de-Borne im Westen.

## Geschichte
Le Grand-Bornand wurde im 13. Jahrhundert erstmals urkundlich erwähnt. Zu Beginn des 20. Jahrhunderts wandelte sich das einst abgeschiedene Bergdorf allmählich zu einem Ferienort. Die eigentliche Entwicklung zum Wintersportort setzte jedoch erst zu Beginn der 1960er-Jahre ein.
Am 11. April 2003 fand in dem Ort ein von langer Hand geplanter grausamer Fünffachmord an der Familie Flactif statt.

## Bevölkerung
| Jahr                       | 1962 | 1968 | 1975 | 1982 | 1990 | 1999 | 2006 | 2011 | 2020 |
| Einwohner                  | 1534 | 1533 | 1606 | 1695 | 1925 | 2115 | 2202 | 2185 | 2082 |
| Quellen: Cassini und INSEE |      |      |      |      |      |      |      |      |      |

Mit 2054 Einwohnern (Stand 1. Januar 2022) gehört Le Grand-Bornand zu den mittelgroßen Gemeinden des Départements Haute-Savoie. Im Verlauf des 20. Jahrhunderts nahm die Einwohnerzahl aufgrund starker Abwanderung kontinuierlich ab (1901 wurden in Le Grand-Bornand noch 2019 Einwohner gezählt). Seit Mitte der 1970er-Jahre wurde jedoch wieder eine deutliche Bevölkerungszunahme verzeichnet.

## Sehenswürdigkeiten
Die Pfarrkirche Notre-Dame de l’Assomption, die ursprünglich aus dem 14. Jahrhundert stammt, wurde Ende des 19. Jahrhunderts im Stil der Neugotik neu erbaut. In den Weilern befinden sich verschiedene Gotteshäuser, nämlich die Kapelle Sainte-Anne (1671) in La Duche, die Kapelle Notre-Dame-des-Neiges in Chinaillon sowie die Kapellen von Le Bouchet, Les Plans und Nant-Robert. Der alte Ortskern von Le Chinaillon zeichnet sich durch zahlreiche Häuser in der traditionellen Chalet-Bauweise aus.

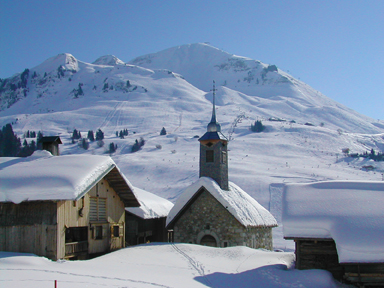
Kapelle in Chinaillon
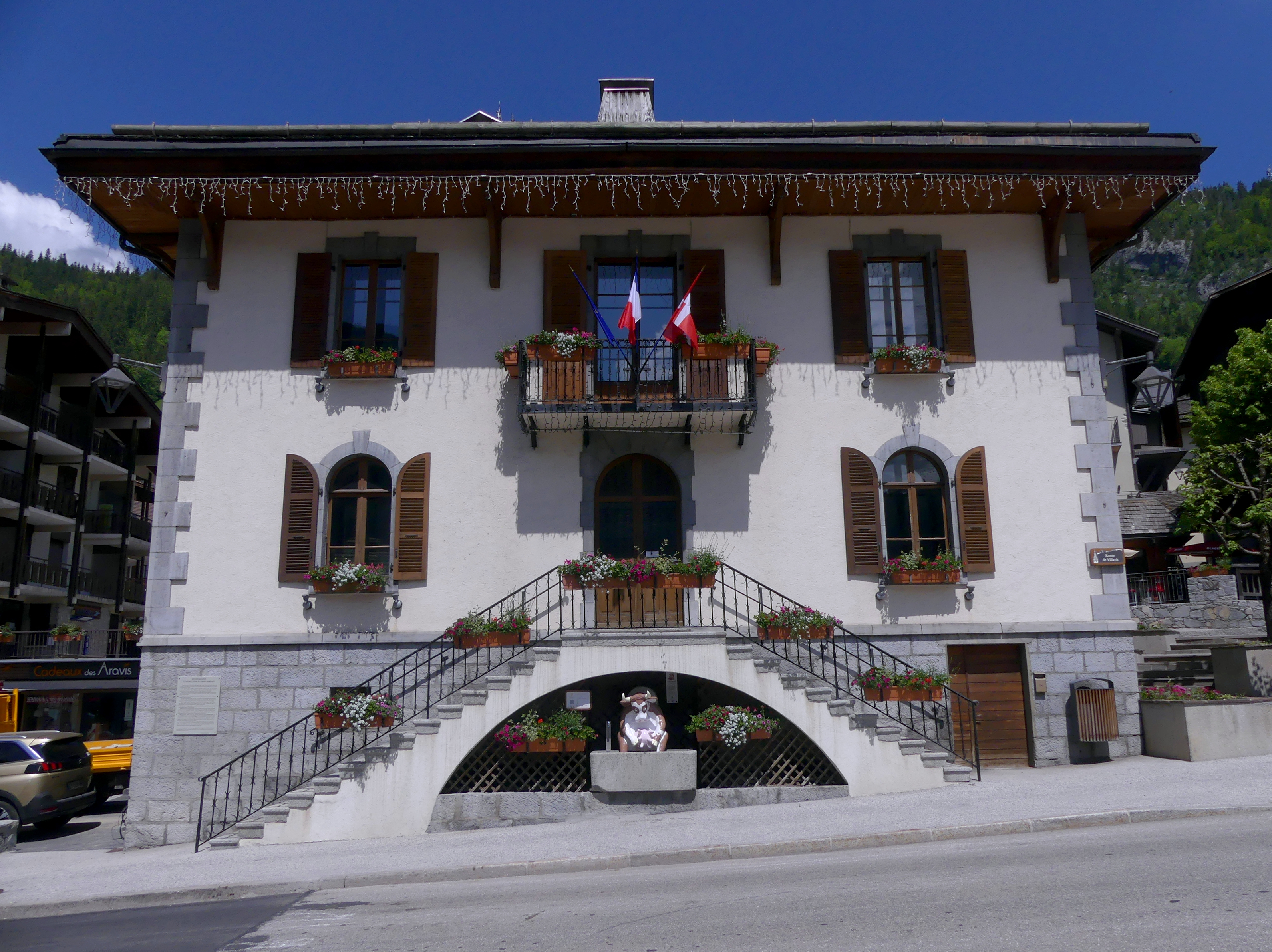
Rathaus
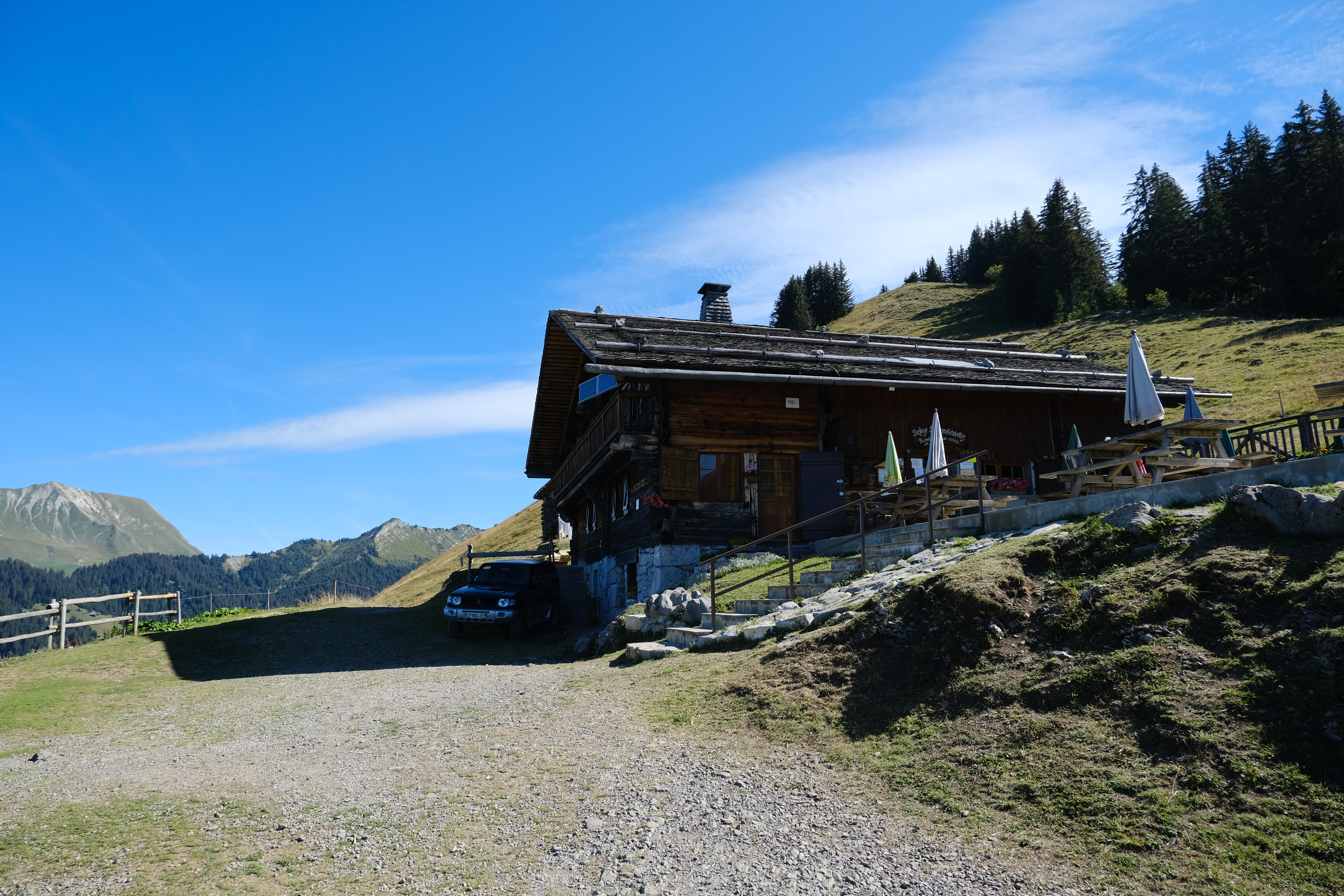
Schutzhütte La Bombardellaz
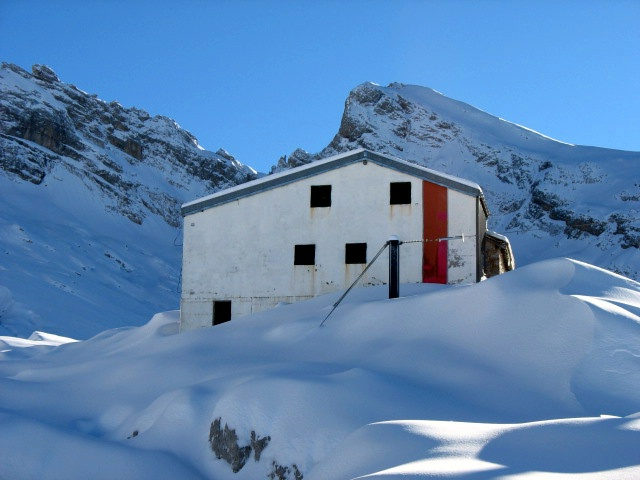
Schutzhütte an der Pointe percée

## Internationale Sportereignisse
Bei der Tour de France 2009 war Le Grand-Bornand Etappenziel der in Bourg-Saint-Maurice gestarteten 17. Etappe. Bei der Tour de France 2018 hat die 10. Etappe am 17. Juli 2018, von Annecy her kommend, erneut dort geendet.
Im Dezember 2013 wurde der 3. Cup des Biathlon-Weltcups 2013/14 in Le Grand-Bornand ausgetragen. Auch in der Saison 2017/18 war Le Grand-Bornand eine Station des Biathlon-Weltcups. Vom 14. bis 17. Dezember 2017 fanden hier je drei Frauen- und drei Männerrennen statt. In der Saison 2019/2020 machte der Weltcup hier erneut Station. Le Grand-Bornand ist der einzige Biathlon-Weltcuport, in dem die Strecke in Teilen direkt durch die Ortschaft führt.

## Wirtschaft und Infrastruktur
Le Grand-Bornand war bis zu Beginn des 20. Jahrhunderts ein vorwiegend durch die Landwirtschaft und Alpwirtschaft geprägtes Dorf. Heute gibt es verschiedene Betriebe des Kleingewerbes. Die meisten im Dorf arbeitenden Erwerbstätigen finden ihr Einkommen jedoch in der Tourismusbranche. In den letzten Jahrzehnten hat sich Le Grand-Bornand und insbesondere der Ortsteil Le Chinaillon zu einem bedeutenden Ferienort entwickelt. Die Gemeinde ist vorwiegend auf den Wintertourismus spezialisiert. Zahlreiche Bergbahnen und Skilifte erschließen die Hänge und den Gipfel des Mont Lachat de Châtillon. Das Skigebiet von Le Grand-Bornand ist mit demjenigen von La Clusaz verbunden. Auch im Sommerhalbjahr eignet sich Le Grand-Bornand als Ausgangspunkt für schöne Wanderungen und andere sommerliche Freizeitaktivitäten.
Die Ortschaft ist verkehrsmäßig gut erschlossen. Die Zufahrt erfolgt entweder von Bonneville durch das Tal des Borne oder von Annecy via Thônes durch das Tal des Fier. Weitere Straßenverbindungen bestehen mit La Clusaz oder über den Col de la Colombière mit Cluses.
Im Stade de Biathlon Sylvie Becaert werden in unregelmäßigen Abständen Wettkämpfe im Rahmen des IBU-Cups sowie des Biathlon-Weltcups veranstaltet.

## Persönlichkeiten
- Lucas Chanavat (* 1994), Skilangläufer

## Gemeindepartnerschaft
Zwischen der Gemeinde Quiberon in der Bretagne und Le Grand-Bornand besteht eine Gemeindepartnerschaft.